# Corpus geniculatum laterale
Het corpus geniculatum laterale (meervoud: corpora geniculata lateralia) of de buitenste knievormige kern is een groep neuronen in de hersenen die in nauw verband staan met het visuele systeem.
Het corpus geniculatum laterale (CGL) is een kerngebied in de thalamus waar visuele informatie via de tractus opticus (optische zenuwbaan) binnenkomt. De zenuwcellen van het CGL projecteren de visuele informatie op hun beurt naar de primaire visuele schors, via de zogenaamde gezichtsstraling of radiatio optica. De informatieverwerking in het CGL baseert zich vooral op het "sorteren" van visuele informatie voor doorvoering naar de primaire visuele schors.
De mens bezit twee corpora geniculata lateralia: één in elke hemisfeer (helft) van de hersenen. In het corpus geniculatum laterale is er bovendien sprake van een opdeling van de signalen van de oogzenuwen. De linker- en rechtergezichtsvelden projecteren daarbij respectievelijk naar rechter- en linkerdelen van het corpus geniculatum laterale. De zes schorslagen van het corpus geniculatum laterale ontvangen hierbij alternerend input van zenuwbanen die afkomstig zijn van het linker- en rechteroog. De lagen 1, 4 en 6 ontvangen input van de contralaterale (tegenovergestelde) oogzenuw, terwijl de lagen 2, 3 en 5 input ontvangen van de ipsilaterale (aan dezelfde kant gelegen) oogzenuw.
Laag 1 en 2 zijn de magnocellulaire lagen. Deze lagen krijgen voornamelijk input over verschillen tussen licht en donker. Laag 3 t/m 6 zijn de parvocellulaire lagen. Deze lagen zijn erg gevoelig voor input die aan kleur gerelateerd is. Bovendien ontvangen schorslaag 1 en 2 informatie van zogeheten Y- of magnobanen en laag 3, 4, 5 en 6 informatie van zogeheten X- of parvobanen.
In het corpus geniculatum laterale is er sprake van een retinotope organisatie. Dit principe houdt in dat neuronen die in het corpus geniculatum laterale naast elkaar liggen ook op de retina naast elkaar liggen. Het gaat te ver om van een directe symmetrie te spreken, men zou het hier wel mee kunnen vergelijken.